# Poledník
Poledník je pomyslná čára, vzniklá průnikem nějaké poloroviny, určené zemskou osou, a povrchu Země. Poledníky jsou také nejkratšími spojnicemi severního a jižního pólu, vedoucími po povrchu Země. Stejně se dá poledník definovat i pro jiná vesmírná tělesa.
Na Zemi byl za základní poledník (též nultý poledník) zvolen poledník, který prochází astronomickou observatoří v Greenwichi v Anglii. Další poledníky jsou identifikovány pomocí úhlu, který svírají s tímto základním poledníkem (resp. úhlu, který jejich poloroviny svírají s polorovinou nultého poledníku), tento údaj se nazývá zeměpisná délka. Poledníky směrem na východ od Greenwiche mají vzdálenost 0 až 180 stupňů východní délky, poledníky směrem na západ 0 až 180 stupňů západní délky. Na jiných vesmírných tělesech lze použít stejný systém, pouze je třeba zvolit odpovídající počátek (nultý poledník), např. na Měsíci prochází nultý poledník středem přivrácené strany.
Od pólu směrem k rovníku se vzdálenost mezi poledníky zvětšuje, až na rovníku dosáhne svého maxima 111,324 km; na 50. stupni severní šířky, tedy ve střední Evropě, činí jen 71,556 km. Pro výpočet vzdálenosti d dvou poledníků lze použít vzorce:
{\displaystyle d={\frac {\pi }{180}}r_{z}\cos \phi },
kde {\displaystyle \pi } je Ludolfovo číslo, rz poloměr Země a {\displaystyle \phi } je zeměpisná šířka, pro kterou vzdálenost počítáme.
Délka všech poledníků je shodná a činí od pólu k pólu 20 004,5765 km, takže obvod zeměkoule měřený přes poledníky činí 40 009,153 km, což je často označováno (poněkud nepřesně) jako poledníková kružnice (správněji elipsa); vzdálenost mezi pólem a rovníkem je pak kvadrant (čtvrtkruh, 10 002,288 km). Pro srovnání: délka rovníku činí asi 40 075 km.
Délka poledníků byla použita jako výchozí veličina pro určení délky metru jako základní jednotky metrického systému. V důsledku rotace země slouží poledníky i k dělení Země do časových pásem: časový rozdíl mezi jedním stupněm činí 4 minuty, mezi 15 stupni pak jednu hodinu, což při 360 stupních znamená 1440 minut, neboli 24 hodin.
Termín poledník pochází z latinského slova meridies, poledne (dříve byl i v češtině používán výraz „meridián“). Sluneční poledne nastává nad daným poledníkem v jeden okamžik.